# 富岡興永
富岡 興永（とみおか おきなが、1928年〈昭和3年〉6月26日 - 2012年〈平成24年〉7月20日）は、日本の神職。富岡八幡宮宮司（第19代）。

## 来歴
富岡盛彦・好子の次男として東京都に生れる。別名宰一郎か。1950年、國學院大學の旧制哲学科を卒業。同年、電通に入社。
1959年、京都府宮津市にある籠神社の禰宜となる。時期は不明だが、同神社宮司の海部穀玄の長女と結婚した。
1960年、東京都に戻り富岡八幡宮の禰宜となる。
1974年9月9日、父の富岡盛彦が死去。同年、父の後継として富岡八幡宮第19代宮司に就任。
1994年10月に宮司退任。1995年3月、長男の富岡茂永が宮司となり、興永は名誉宮司となった。
2001年5月、茂永は素行の悪さを理由として宮司を解任される。同年、興永は宮司に再任した。引退前後にブラジルから文化功労章を受章する。また、韓国精神文化院からは登載者に薦められることもあった。國學院大學評議員も務めた。
2010年10月、体調を崩し再び退任。翌2011年1月25日付で名誉宮司となる。興永は後継に長女の富岡長子を指名。富岡八幡宮の責任役員会が神社本庁に長子の宮司就任を具申したが、認められなかった。
2012年7月20日、死去。84歳没。墓所は多磨霊園。

## 人物
訳書『回天の聖者』もある。趣味は囲碁、釣り、園芸、古民具などだった。

## 家族
- 祖父：富岡宣永[15]。第17代宮司。
- 父：盛彦[3]。第18代宮司。
- 母：好子（1897年 - ?）。中村高等女学校卒業[4][3]。
- 姉：美枝（1923年 - ）。佐原高等女学校卒業[3]。
- 兄：邦臣（1926年[3] - ?）。早稲田大学卒業[3]。1946年10月15日、富岡八幡宮禰宜を務めていた際に、宮司を務めていた祖父・宣永と共に、浅沼稲次郎宛の社務所書簡の作成者となる[16]。若年の内に境内地にて自殺[17]。
- 妹：昌子（1931年[3] - ？）。東京家政学院卒業[3]。歯科医の妻となる[4]。
- 妻：聡子（聰子）（1930年4月20日 - ）[4]。元籠神社宮司の海部穀玄の長女[18][19][注 2]。宮津高等女学校卒業[4][19]。富岡八幡宮の責任役員を務める。2018年に同責任役員を退任。
- 長女：長子（1959年11月4日[4] - 2017年12月7日[21]）。青山学院大学通学[4]。2017年9月28日付で富岡八幡宮を神社本庁から離脱させたあと、単立の状態で宮内で第21代宮司として認められる[12][21][22]。富岡茂永によって殺害された[21]。
- 長男：茂永（1961年2月7日[4]- 2017年12月7日[21]）。皇學館大学卒業[4]。第20代宮司[4]。長子を刺殺後、自殺した[21]。
- 二女：小林千歳（1968年10月29日 - ）[4][23]。和洋女子大学短期大学部卒業[4]後、電通勤務[4]。2018年より富岡八幡宮の責任役員を務める。

## 訳書
- 『回天の聖者　大巡典経日本語訳　新訂版』李祥昊編著　富岡興永訳 丘書房、1994